# Långsand
Långsand is een plaats in de gemeente Älvkarleby in het landschap Uppland en de provincie Uppsala län in Zweden. De plaats heeft 224 inwoners (2005) en een oppervlakte van 109 hectare.